# Syntonarcha iriastis
Syntonarcha irisatis és una arna de la família Crambidae. Va ser descrita per Merick l'any 1890. Habita a l'oest del Pacífic, incloent Hong Kong, Nova Caledònia i la major part d'Austràlia, on ha estat registrada des d'Austràlia Occidental, el Territori del Nord, Queensland i el Nova Gal·les del Sud. L'envergadura de les ales és d'uns 25 mm. Les ales anteriors són de color marró-ocre clar. Les ales posteriors són blanquinoses.